# Best of The Corrs
Best Of The Corrs fue un recopilatorio que llegó a las tiendas en octubre de 2001. Certificó un disco de platino en Europa por a venta de más de 1 millón de ejemplares, recibiendo también certificaciones de oro y platino en Australia, Tailandia, Indonesia o Brasil.
El álbum incluía sus éxitos más conocidos y dos temas inéditos (Would you be happier? y Make you mine), además de una de sus canciones cantada en español con Alejandro Sanz exclusiva para las ediciones española y latinoamericana, Una Noche.

## Lista de canciones
1. "Would You Be Happier?" (inédito, single)
2. "So Young" (K Class mix)
3. "Runaway"
4. "Breathless"
5. "Radio" (Unplugged)
6. "What Can I Do" (Tin Tin Out mix)
7. "The Right Time"
8. "I Never Loved You Anyway"
9. "Irresistible"
10. "Forgiven, Not Forgotten"
11. "Lough Erin Shore" (Unplugged)
12. "Only When I Sleep"
13. "Love To Love You"
14. "All The Love In the World" (remix)
15. "Everybody Hurts" (Unplugged)
16. "Give Me a Reason"
17. "Dreams"
18. "Make You Mine" (Inédito)

### Edición España e Hispanoamérica
1. "Una noche" (con Alejandro Sanz)

### Edición Australia
1. "Lifting Me"

### Reedición 2023
1. "Little Lies"
2. "Everywhere"
3. "Songbird"

- Datos: Q60829